# Pseudovanilla philippinensis
Pseudovanilla philippinensis är en orkidéart som först beskrevs av Oakes Ames, och fick sitt nu gällande namn av Leslie Andrew Garay. Pseudovanilla philippinensis ingår i släktet Pseudovanilla och familjen orkidéer. Inga underarter finns listade i Catalogue of Life.